# Divisiones de Nintendo
Lista de las divisiones y subsidiarias actuales de la compañía Nintendo.

## Principales sedes y distribuidoras[1]

### Sedes japonesas
- Nintendo Co., Ltd. — Sede central de Nintendo, alberga las oficinas centrales de la compañía, distribuidora en Japón, además de Bangladés, Camboya, India, Birmania, Pakistán, Sri Lanka, y Vietnam. La actual sede fue edificada en el año 2000.

- Nintendo Co., Ltd. Development Center — Es el centro de investigación y desarrollo de la compañía, edificado en 2014. Alberga las oficinas de los departamentos Nintendo EPD y Nintendo PTD.

- Oficina de Tokio — Es una sede territorial de Nintendo EPD.

- Oficina de Osaka

### Sedes internacionales
- Nintendo of America Inc. — Situada en Redmond, Washington, EE. UU., fue establecida en 1980, y distribuye para EE. UU., México (a través de Motta Internacional), Centroamérica y todo Sudamérica. También participa en el desarrollo de hardware y software.

- Nintendo of Europe GmbH — Situada en Fráncfort, Alemania, establecida en 1990, y distribuye para Alemania, Reino Unido e Irlanda (a través de Nintendo UK), Austria, Rusia (a través de Nintendo Russia), Italia (a través de Nintendo Italia, Finlandia (esta a través de Amo Oy), Islandia, Suecia, Noruega (a través de Bergsala AB) y Dinamarca (a través de Bergsala AS). También participa en labores de desarrollo de software.

- Nintendo of Canada Ltd. — Distribuidora de Canadá.

- Nintendo France S.A.R.L. — Distribuidora de Francia, también participa en labores de desarrollo de software.

- Nintendo Benelux B.V. — Distribuidora de Bélgica, Luxemburgo y Países Bajos, establecida en 1993.

- Nintendo Ibérica, S.A. — Distribuidora de España y Portugal, establecida en 1993.

- Nintendo Australia Pty Limited — Distribuidora de Oceanía.

- Nintendo of Korea Co., Ltd. — Distribuidora de Corea del Sur, también participa en labores de desarrollo de software.

## Desarrolladoras
Para una descripción más detallada de este apartado, ver Lista de desarrolladoras de Nintendo.

### Internas
- Nintendo Entertainment Planning and Development
- Nintendo Licensing Division

### Externas
- 1-UP Studio
- NDCUBE
- Nintendo Software Technology
- Retro Studios
- Monolith Soft

## Investigación y Desarrollo
- Nintendo Technology Development
- Nintendo Platform Technology Development

## Compañías afiliadas
- Seattle Mariners
- iQue — Distribuidora en China
- Marigul Management, Inc.
  - Ambrella
  - Noise
  - Saru Brunéi
- Warpstar Inc.
- iKuni
- Siras Inc.
- TenNin  Ltd.

## Estudio de mercado/ventas
- HFI Inc.
- NES Merchandising Inc.
- NHR Inc.
- Nintendo Research, Inc.
- TenNin Technology Ltd.

## Entidades Adicionales
- Fukuei Inc.

## Conferencias
- Nintendo Direct (Desde 2011)
- Nintendo Space World (1989-2001)